# کوین نش
کوین نش (انگلیسی: Kevin Nash؛ زاده ۹ ژوئیهٔ ۱۹۵۹) یک کشتی‌گیر حرفه‌ای و هنرپیشه اهل ایالات متحده آمریکا است. وی در دبلیو.دبلیو.ئی مشغول به فعالیت بود.
از فیلم‌ها یا برنامه‌های تلویزیونی که وی در آن نقش داشته‌است می‌توان به دوران راک، مجازاتگر اشاره کرد.او در کشتی کج از مهم ترین مسابقه های آن در رسلمنیا۱۲ بوده.او به اندر تیکر جکنایف خود را زد.اما اندر تیکر بعداً به اون تامبستون خودش را زد و دیزل را برد. .او توانسته فاتح کمبرندwcwشود.از کار های عجیب او زدن جکنایف پاوربابمب خود به بیگ شو(جاینت.ان زمان درwcwبوده و با نام جاینت در آن زمان فعالیت میکرد.)بزند.او با اسکات هال زمانی تگ تیم بودند.او در گروهn.w.oهم فعالیت میکرد.او سابقه قهرمانیwweرا هم داشته.
او در فیلم لاک‌پشت‌های نینجای ۲ بازی کرده است.
افتخارات:
- ۵ بار قهرمانی کمربند سنگین وزن WCW
- ۱ بار قهرمانی کمربند دبلیودبلیوئی
- ۹ بار قهرمانی کمر بند تگ تیم دابلیوسی‌دابلیو: ۶ بار با اسکات هال - ۲ بار با دیاموند دالاس پیج و ۱ بار با استینگ
- ۱ بار کمربند قهرمانی بین قاره‌ای دبلیودبلیوئی
- ۲ بار قهرمانی کمربند تگ تیم دبلیودبلیوئی با شاون مایکلز
- ۱ بار کمربند قهرمانی تگ تیم TNA با اریک یانگ و اسکات هال
- ۲ بار قهرمانی TNA Legends Championship